# Глущенко Валентин Матвійович
Валенти́н Матві́йович Глу́щенко (* 17 листопада 1937, Кубань) — професор Придніпровської державної академії будівництва, викладає предмет «будівельне матеріалознавство».

## Життєпис
1965 року закінчив Дніпропетровський інженерно-будівельний інститут, по тому там же навчався в аспірантурі.
1969 року захистив кандидатську дисертацію, протягом 1970—1975 років — декан факультету, з 1975 — завідувач кафедри будівельних матеріалів. В 1975—1980 роках був секретарем парткому ДІБІ.
З 1980 до 1990 року був проректором з навчальної роботи. З 1987 року — професор кафедри будівельних матеріалів.
Опубліковано більше 80 його наукових праць. Зареєстровано 17 авторських свідоцтв. 1976 року видано його книгу «Акустична технологія бетонів». Мінвуз України опублікував п'ять його навчальних посібників.
Деякі з опублікованих праць:
- 1976 — «Акустична технологія бетонів», «Будвидав», Москва, разом з Ахвердовим Йосипом Миколайовичем,
- 1981 — «Будівельні матеріали», «Вища школа», у співавторстві,
- 1988 — «Будівельні матеріали в прикладах та задачах», разом з Чеховим Анатолієм Петровичем, навчальний посібник,
- 1991 — «Будівельні матеріали», навчальний посібник, разом з Чеховим А. П.,
- 1994 — «Захист будівельних конструкцій від корозії», «Вища школа», разом з Чеховим А. П.,
- 2003 — «Методичні вказівки для самостійного вивчення курсу „Будівельне матеріалознавство“», «Друкарня ПДАБА»,
- 2010 — «Акустична технологія бетонів», «Вісник ПДАБА»,
- «Матеріалознавство будівельне», видавництво ПП «Свідлер А. Л.», разом з Большаковим В. І.,

## Джерело
- Глущенко Валентин Матвійович